# Bảo Nhai
Bảo Nhai là một xã thuộc huyện Bắc Hà, tỉnh Lào Cai, Việt Nam.
Xã Bảo Nhai có diện tích 63,08 km², dân số năm 1999 là 5.717 người, mật độ dân số đạt 91 người/km².